# Emmanuel de Buretel
Pour les articles homonymes, voir Buretel.
Emmanuel de Buretel de Chassey, plus connu sous le nom Emmanuel de Buretel, né le 22 décembre 1958 à Alger dans le département du même nom, est un entrepreneur français, dans le domaine de l’édition musicale.

## Biographie

### Famille
Emmanuel de Buretel de Chassey est né en 1958 à Alger. Il est le fils de Marc Marie René de Buretel de Chassey et de Christine Marie Élisabeth Audéoud, et le petit-fils du général de l'Armée de l'air, Xavier Marie Roger de Buretel de Chassey qui après le ralliement de lʼAfrique du Nord, en 1943, est affecté à la
31e escadre de bombardement et de Yolande Marie Thérèse Rolland de Chambaudouin d'Erceville,,
Cousin de l'historien de l'art, Éric de Chassey. Il est marié à Jenna de Rosnay, née Severson.

### Formation
Il est ingénieur diplômé de l’École nationale des travaux publics de l’État (ENTPE), promotion 1982 et est diplômé du Massachusetts Institute of Technology (MIT) (Master Civil Engineering).
Pendant ses études à l'ENTPE, en tant que membre de l’association chargée de l’animation de l’école, il organisait régulièrement des concerts, parvenant même à faire venir des groupes de rock tel que U2 ou The Cure à Vaulx-en-Velin.

### Carrière professionnelle
Il est nommé, en 1986, président de Virgin Publishing France par Richard Branson et signe dans la foulée les éditions d'artistes reconnus (Youssou N'dour, Rita Mitsouko, Étienne Daho, Mano Negra, Negresses Vertes, Cheb Khaled).
En 1991, il crée Delabel Disques et développe la musique urbaine en signant IAM, Alliance Ethnik, Tonton David, Assassin, Rohff, mais aussi M et Keziah Jones. Il rachète entre autres les catalogues Sidonie Crécelles (Serge Gainsbourg, Julien Clerc, Jacques Brel…) et Vanessa Paradis (deux premiers albums).[réf. nécessaire]
À partir de 1992, il prend la direction de Virgin France où il développe une collection de « labels-laboratoires » : Delabel, Source, Labels. Ces labels constituent en Europe une structure indépendante qui se positionne comme une alternative aux majors.
En 1998, il permet à des artistes comme Manu Chao, Air, Daft Punk, d'être distribués à l'international.
En février 1999, il est nommé président de Virgin Music Continental Europe développant des artistes européens comme Tiziano Ferro, Lene Marlin, David Guetta, M83.
En 2002, il devient président d'EMI Continental Europe et rachète le label indépendant anglais fondé par Daniel Miller, Mute.
En rupture avec la vision du groupe, il quitte le groupe EMI en mars 2004 pour fonder le groupe Because, structure qui va opérer entre Paris et Londres, constitué de Because Music qui va nouer des alliances avec un éditeur, un opérateur de téléphonie et une salle de concerts et Because Éditions. Avec un groupe d'investisseurs financiers, incluant notamment Xavier Niel, Because acquiert le catalogue de Claude François.

## Distinctions
Emmanuel de Buretel est chevalier dans l'ordre de la Légion d'Honneur ainsi que dans l’ordre des Arts et des Lettres,.

## Pour approfondir